# Liste des sénateurs des États-Unis pour l'Illinois
Cette page dresse la liste des sénateurs représentant l'État de l'Illinois au Sénat des États-Unis.

## Liste des sénateurs de l'Illinois de classe 2
| Nom | Nom  | Nom                     | Nom | Dates du mandat  | Dates du mandat  | Parti / Tendance      | Notes                                                                                   | Élection(s) |
| --- | ---- | ----------------------- | --- | ---------------- | ---------------- | --------------------- | --------------------------------------------------------------------------------------- | ----------- |
| 1er |      | Jesse Thomas            |     | 3 décembre 1818  | 4 mars 1829      | Républicain-Démocrate |                                                                                         | 1818        |
| 1er | 1822 | Jesse Thomas            |     | 3 décembre 1818  | 4 mars 1829      | Républicain-Démocrate |                                                                                         |             |
| 2e  |      | John McLean             |     | 4 mars 1829      | 14 octobre 1830  | Jacksonien            |                                                                                         | 1828        |
| 3e  |      | David J. Baker          |     | 12 novembre 1830 | 11 décembre 1830 | Démocrate             |                                                                                         | —           |
| 4e  |      | John McCracken Robinson |     | 11 décembre 1830 | 4 mars 1841      | Démocrate             |                                                                                         | 1830        |
| 4e  | 1834 | John McCracken Robinson |     | 11 décembre 1830 | 4 mars 1841      | Démocrate             |                                                                                         |             |
| 5e  |      | Samuel McRoberts        |     | 4 mars 1841      | 27 mars 1843     | Démocrate             |                                                                                         | 1840        |
| 6e  |      | James Semple            |     | 4 décembre 1843  | 4 mars 1847      | Démocrate             | 9e Speaker de la Chambre des Représentants de l'Illinois                                | 1844        |
| 7e  |      | Stephen Douglas         |     | 4 mars 1847      | 3 juin 1861      | Démocrate             | Candidat démocrate à la présidence des États-Unis (1860)                                | 1846        |
| 7e  | 1853 | Stephen Douglas         |     | 4 mars 1847      | 3 juin 1861      | Démocrate             | Candidat démocrate à la présidence des États-Unis (1860)                                |             |
| 7e  | 1858 | Stephen Douglas         |     | 4 mars 1847      | 3 juin 1861      | Démocrate             | Candidat démocrate à la présidence des États-Unis (1860)                                |             |
| 8e  |      | Orville Browning        |     | 26 juin 1861     | 12 janvier 1863  | Républicain           | 9e secrétaire à l'Intérieur des États-Unis                                              | —           |
| 9e  |      | William Richardson      |     | 12 janvier 1863  | 4 mars 1865      | Démocrate             | Gouverneur Territorial du Nebraska                                                      | 1863        |
| 10e |      | Richard Yates           |     | 4 mars 1865      | 4 mars 1871      | Républicain           | 13e Gouverneur de l'Illinois                                                            | 1865        |
| 11e |      | John Logan              |     | 4 mars 1871      | 4 mars 1877      | Républicain           |                                                                                         | 1871        |
| 12e |      | David Davis             |     | 4 mars 1877      | 4 mars 1883      | Indépendant           | 13e juge à la Cour suprême des États-Unis Président pro tempore du Sénat des États-Unis | 1877        |
| 13e |      | Shelby Cullom           |     | 4 mars 1883      | 4 mars 1913      | Républicain           | 17e Gouverneur de l'Illinois                                                            | 1883        |
| 13e | 1889 | Shelby Cullom           |     | 4 mars 1883      | 4 mars 1913      | Républicain           | 17e Gouverneur de l'Illinois                                                            |             |
| 13e | 1895 | Shelby Cullom           |     | 4 mars 1883      | 4 mars 1913      | Républicain           | 17e Gouverneur de l'Illinois                                                            |             |
| 13e | 1901 | Shelby Cullom           |     | 4 mars 1883      | 4 mars 1913      | Républicain           | 17e Gouverneur de l'Illinois                                                            |             |
| 13e | 1907 | Shelby Cullom           |     | 4 mars 1883      | 4 mars 1913      | Républicain           | 17e Gouverneur de l'Illinois                                                            |             |
| 14e |      | James Lewis             |     | 1913             | 1919             | Démocrate             | Assistant Leader des démocrates au Sénat                                                | 1913        |
| 15e |      | Joseph McCormick        |     | 1919             | 1925             | Républicain           |                                                                                         | 1918        |
| 16e |      | Charles Deneen          |     | 1925             | 1931             | Républicain           | 23e Gouverneur de l'Illinois                                                            | 1924        |
| 17e |      | James Lewis             |     | 1931             | 1939             | Démocrate             | Assistant Leader des démocrates au Sénat                                                |             |
| 18e |      | James Slattery          |     | 1939             | 1940             | Démocrate             |                                                                                         |             |
| 19e |      | Charles Brooks          |     | 1940             | 1949             | Républicain           |                                                                                         | 1942        |
| 20e |      | Paul Douglas            |     | 1949             | 1967             | Démocrate             |                                                                                         |             |
| 21e |      | Charles Percy           |     | 1967             | 1985             | Républicain           |                                                                                         |             |
| 22e |      | Paul Simon              |     | 1985             | 1997             | Démocrate             | 39e Lieutenant Gouverneur de l'Illinois                                                 |             |
| 23e |      | Dick Durbin             |     | 3 janvier 1997   | en cours         | Démocrate             | Assistant Leader des démocrates au Sénat                                                | 1996        |
| 23e | 2002 | Dick Durbin             |     | 3 janvier 1997   | en cours         | Démocrate             | Assistant Leader des démocrates au Sénat                                                |             |
| 23e | 2008 | Dick Durbin             |     | 3 janvier 1997   | en cours         | Démocrate             | Assistant Leader des démocrates au Sénat                                                |             |
| 23e | 2014 | Dick Durbin             |     | 3 janvier 1997   | en cours         | Démocrate             | Assistant Leader des démocrates au Sénat                                                |             |
| 23e | 2020 | Dick Durbin             |     | 3 janvier 1997   | en cours         | Démocrate             | Assistant Leader des démocrates au Sénat                                                |             |

## Liste des sénateurs de l'Illinois de classe 3
| Nom | Nom                    | Nom | Dates du mandat | Dates du mandat | Parti                 | Notes                                                                                                |
| --- | ---------------------- | --- | --------------- | --------------- | --------------------- | --- |
| 1er | Ninian Edwards         |     | 1818            | 1824            | Républicain-Démocrate | Gouverneur territorial de l'Illinois 3e Gouverneur de l'Illinois                                     |
| 2e  | John McLean            |     | 1824            | 1825            | Démocrate             | 2e et 6e Speaker de la Chambre des représentants de l'Illinois                                       |
| 3e  | Elias Kane             |     | 1825            | 1835            | Démocrate             | |
| 4e  | William Ewing          |     | 1835            | 1837            | Démocrate             | 10e Speaker de la Chambre des représentants de l'Illinois 5e Gouverneur de l'Illinois                |
| 5e  | Richard Young          |     | 1837            | 1843            | Démocrate             | |
| 6e  | Sidney Breese          |     | 1843            | 1849            | Démocrate             | 15e Speaker de la Chambre des représentants de l'Illinois Président de la Cour suprême de l'Illinois |
| 7e  | James Shields          |     | 1849            | 1855            | Démocrate             | |
| 8e  | Lyman Trumbull         |     | 1855            | 1873            | Républicain           | |
| 9e  | Richard James Oglesby  |     | 1873            | 1879            | Républicain           | 14e Gouverneur de l'Illinois                                                                         |
| 10e | John Alexander Logan   |     | 1879            | 1886            | Républicain           | |
| 11e | Charles B.Farwell      |     | 1887            | 1891            | Républicain           | |
| 12e | John M.Palmer          |     | 1891            | 1897            | Démocrate             | |
| 13e | William E.Mason        |     | 1897            | 1903            | Républicain           | |
| 14e | Albert Hopkins         |     | 1903            | 1909            | Républicain           | |
| 15e | William Lorimer        |     | 1909            | 1912            | Républicain           | Le Sénat annule son élection, invoquant la corruption                                                |
| 16e | Lawrence Yates Sherman |     | 1913            | 1921            | Républicain           | 40e Speaker de la Chambre des Représentants de l'Illinois 28eLieutenant Gouverneur de l'Illinois     |
| 17e | William B.McKinley     |     | 1921            | 1926            | Républicain           | 44e Speaker de la Chambre des représentants de l'Illinois                                            |
| 18e | Otis Glenn             |     | 1928            | 1933            | Républicain           | |
| 19e | William Dieterich      |     | 1933            | 1939            | Démocrate             | |
| 20e | Scott Lucas            |     | 1939            | 1951            | Démocrate             | Assistant Leader des démocrates au Sénat Leader des Démocrates au Sénat                              |
| 21e | Everett Dirksen        |     | 1951            | 1969            | Républicain           | Leader des Républicains au Sénat                                                                     |
| 22e | Ralph Tyler Smith      |     | 1969            | 1970            | Républicain           | 61e Speaker de la Chambre des représentants de l'Illinois                                            |
| 23e | Adlai Stevenson III    |     | 1970            | 1981            | Démocrate             | |
| 24e | Alan John Dixon        |     | 1981            | 1993            | Démocrate             | |
| 25e | Carol Moseley-Braun    |     | 1993            | 1999            | Démocrate             | Première femme noire élu au Sénat des États-Unis                                                     |
| 26e | Peter Fitzgerald       |     | 1999            | 2005            | Républicain           | |
| 27e | Barack Obama           |     | 2005            | 2008            | Démocrate             | 44e président des États-Unis d'Amérique                                                              |
| 28e | Roland Burris          |     | 2009            | 2010            | Démocrate             | 3e contrôleur de l'État de l'Illinois 39e procureur général de l'Illinois                            |
| 29e | Mark Kirk              |     | 2010            | 2017            | Républicain           | Membre de la Chambre des représentants des États-Unis                                                |
| 30e | Tammy Duckworth        |     | 2017            | En fonction     | Démocrate             | Membre de la Chambre des représentants des États-Unis                                                |

## Anciens sénateurs toujours en vie
- Adlai Stevenson III (D-) (né le 10 octobre 1930 (94 ans)
- Roland Burris (D-) (né le 3 août 1937 (87 ans)
- Carol Moseley-Braun (D-) (né le 16 août 1947 (77 ans)
- Peter Fitzgerald (R-) (né le 20 octobre 1960 (64 ans)
- Barack Obama (D-) (né le 4 août 1961 (63 ans)